# Toninho Cerezo
Antônio Carlos Cerezo, meglio conosciuto come Toninho Cerezo (Belo Horizonte, 21 aprile 1955), è un allenatore di calcio ed ex calciatore brasiliano, di ruolo centrocampista.
Ha giocato come centrocampista difensivo nell'Atlético Mineiro, nella Roma, nella Sampdoria, nel São Paulo Futebol Clube e nella Nazionale di calcio brasiliana. Nel 1998, ritiratosi dal calcio giocato, è tornato in Brasile divenendo tecnico dell'Atlético Mineiro.

## Biografia
È nato a Belo Horizonte da Antônio Cerezo, ovvero il clown circense e sassofonista Moleza, noto anche in televisione, e da Helena Robattini, attrice appartenente a una famiglia circense di origine italiana. Risiedevano nel barrio Esplanada. Il piccolo Toninho, soprattutto in occasione di compleanni e matrimoni che il padre era chiamato ad allietare, era solito esibirsi con lui come clown Dureza, facendo da contraltare a Moleza. Suo padre, colpito da infarto, è morto nel 1963 e sua madre, lavorando in teatro, ha dovuto mettere il figlio in orfanotrofio.
Sì è messo in luce giocando nella squadra giovanile del Ferroviário, del barrio Horto, ed è stato scelto dall'osservatore dell'Atlético Mineiro Zé das Camisas.
Dal matrimonio con Rosa Helena Medeiros sono nati i figli Rodrigo e Leandro e, a Roma, le gemelle Luana e Lorena. Il matrimonio si è concluso nel 1993. Il secondogenito Leandro è poi diventato Lea T, celebre modella trans.

## Caratteristiche tecniche

### Giocatore
Era un centrocampista dotato di ottima tecnica, personalità, intelligenza tattica e ottimi mezzi tecnici e atletici. Abile nel controllare la palla, sapeva impostare il gioco, recuperare palloni e andare in rete anche segnando bei goal. Nonostante un fisico non massiccio era forte nei contrasti.

## Carriera

### Giocatore

#### Club

##### Gli inizi
Soprannominato "Tira e molla", ha vestito le maglie di Atlético Mineiro (Brasile), Nacional (Brasile, in prestito), ancora Atlético Mineiro (Brasile), Roma, Sampdoria, San Paolo (Brasile), Cruzeiro (Brasile), Lousano Paulista (Brasile), ancora San Paolo (Brasile), América (Brasile) e nuovamente Atlético Mineiro (Brasile). In Brasile vinse la Bola de Ouro nel 1977 e la Bola de Prata nel 1976 e nel 1980.

##### Roma
Arrivò in Italia nel 1983 e vi rimase per nove stagioni, fino al 1992. Dapprima fu ingaggiato dalla Roma, con cui giocò tre campionati vincendo due Coppe Italia (1984 e 1986), mentre sempre nell'84 raggiunse la finale di Coppa dei Campioni persa ai rigori contro il Liverpool. In sole tre stagioni in maglia giallorossa riuscì a diventare un beniamino della tifoseria. Il 2 marzo 1986, in occasione di una gara di campionato contro l'Inter, fu autore di un curioso episodio, sbagliando due rigori nella stessa partita.
Particolare curiosità desta la storia legata alla conquista della Coppa Italia 1986. Dopo il terzo anno di militanza nei giallorossi, Cerezo, essendo ormai in rotta con la società, per lo sconforto dei suoi tifosi (essendo Cerezo amatissimo dal pubblico romanista) si apprestava a cambiare casacca per approdare al Milan. Parallelamente era prossimo a partecipare agli ormai prossimi Mondiali 1986 in Messico, ma un infortunio muscolare occorsogli nel mese di maggio, a ridosso dell'inizio della manifestazione iridata, ne compromise irrimediabilmente la presenza: il CT Santana optò infatti per la sostituzione di Cerezo con altro calciatore, malgrado questi avesse comunque preso parte al ritiro messicano coi verdeoro. Libero di scegliere se restare in Messico da spettatore o ritornare verso casa, Cerezo optò per tornare a Roma e forzare i tempi per un suo recupero in vista della finale di ritorno della coppa nazionale tra Roma e Sampdoria, in programma per il 14 giugno 1986, visto che anche la società per la quale era ancora tesserato, a causa delle convocazioni mondiali, contava importanti defezioni (Boniek, Nela, Tancredi, Conti). Cerezo, benché non in perfette condizioni, entrò nel secondo tempo e siglò di testa il gol del raddoppio della Roma su cross di Impallomeni, contribuendo alla vittoria finale per 2-0.

##### Sampdoria

Cerezo alla Sampdoria nel 1986, in marcatura sul fiorentino Díaz.

Nel 1986 passò dunque alla Sampdoria dove, a dispetto dell'età non più giovanissima (aveva già 31 anni al momento del trasferimento, per cui molti erano scettici sul suo rendimento in quanto lo ritenevano sul viale del tramonto), fu protagonista del miglior periodo, a tutt'oggi, della squadra genovese. In sei stagioni, sotto la guida tecnica di Vujadin Boškov, il brasiliano contribuì alla conquista di due Coppe Italia (1988 e 1989), della Coppa delle Coppe nel 1990 e soprattutto dello storico scudetto del 1991, anno in cui mise in bacheca anche la Supercoppa italiana; raggiunse inoltre in altre tre occasioni una finale europea, in Coppa delle Coppe nel 1989, in Supercoppa Europea nel 1990, e in Coppa dei Campioni nel 1992, uscendo sconfitto in due occasioni dal Barcellona e in un'occasione dal Milan.

##### Il ritorno in patria
Una volta tornato in patria, con il San Paolo vinse la Coppa Libertadores del 1993 nonché due Coppe Intercontinentali nel biennio 1992-93, venendo eletto miglior giocatore in quest'ultima edizione, nella quale siglò un gol ed un assist contro il Milan.

#### Nazionale

Cerezo (a sinistra) in nazionale durante il, in contrasto sul peruviano Cubillas.

Cerezo ha disputato 57 incontri con la divisa verde-oro, segnando 5 reti. Ha giocato il Mondiale di calcio in Argentina nel 1978 e in Spagna nel 1982, ricoprendo in quest'ultima edizione il ruolo di titolare. Nel 1986 non ha partecipato a causa di un infortunio.

### Allenatore
Da allenatore ha gestito diversi club come l'Atlético Mineiro e il Vitória in Brasile, i Kashima Antlers in Giappone.
Il 6 marzo 2006 si siede sulla panchina del Guarani. Il 15 aprile dopo la sconfitta nella Coppa del Brasile per 5-1 contro il Flamengo si dimette dall'incarico. Il 5 febbraio 2007 va in Arabia Saudita alla guida dell'Al-Hilal. Nel 2008 firma con gli emiri l'Al-Shabab. Vincendo il campionato. Il 28 ottobre 2009 rescinde il contratto a causa dei problemi finanziari del club. Il 3 dicembre firma con un'altra squadra emiratina l'Al-Ain che si trova a cinque punti dalla capolista. Viene eliminato dalla Etisalat Emirates Cup in semifinale dall'Ajman. Il 28 aprile 2010, non riuscendo ad ottenere la qualificazione ai ottavi di finale della Champions League asiatica, viene esonerato. Lasciando la squadra al 3º posto con 38 punti in campionato, dopo aver totalizzato 8 vittorie e 3 sconfitte in 11 partite.
Il 31 maggio dopo 4 anni, ritorna ad allenare in Brasile con lo Sport Club, formazione che milita nella seconda divisione brasiliana, che si trova dopo appena cinque partite al penultimo posto con 1 punto. Firma un contratto che lo lega con i Leão di Recife 2 anni. L'11 agosto viene esonerato a causa dei pessimi risultati ottenuti.
Il 10 novembre 2011 viene nominato ambasciatore e osservatore della Sampdoria per il mercato estero. Il 4 dicembre dello stesso anno torna ad allenare il Vitória nella Série B brasiliana con l'obiettivo di riportare subito la squadra di Salvador in Série A. Il 22 dicembre ha deciso di interrompere la collaborazione con la Sampdoria per pensare solo ad allenare l'Esporte Clube Vitória. Tuttavia, il 5 aprile 2012 viene esonerato in seguito agli scarsi risultati ottenuti.
L'8 gennaio 2013 ritorna alla guida del Kashima Antlers, vincendo subito la Coppa Suruga Bank.
Il 23 ottobre 2016 entra a far parte della Hall of Fame della Roma.

## Statistiche

### Presenze e reti nei club
| Stagione                | Squadra                 | Campionato              | Campionato | Campionato | Coppe nazionali | Coppe nazionali | Coppe nazionali | Coppe continentali | Coppe continentali | Coppe continentali | Altre coppe | Altre coppe | Altre coppe | Totale | Totale |
| Stagione                | Squadra                 | Comp                    | Pres       | Reti       | Comp            | Pres            | Reti            | Comp               | Pres               | Reti               | Comp        | Pres        | Reti        | Pres   | Reti   |
| ----------------------- | ----------------------- | ----------------------- | ---------- | ---------- | --------------- | --------------- | --------------- | ------------------ | ------------------ | ------------------ | ----------- | ----------- | ----------- | ------ | ------ |
| 1972                    | Atlético Mineiro        | M1/MG+A                 | 2+3        | 0          | -               | -               | -               | CL                 | 0                  | 0                  | -           | -           | -           | 5      | 0      |
| 1973                    | Nacional-AM             | PD/AM+A                 | 11+20      | 1+2        | -               | -               | -               | -                  | -                  | -                  | -           | -           | -           | 31     | 3      |
| 1974                    | Atlético Mineiro        | M1/MG+A                 | 16+5       | 0          | -               | -               | -               | -                  | -                  | -                  | -           | -           | -           | 21     | 0      |
| 1975                    | Atlético Mineiro        | M1/MG+A                 | 14+12      | 1+0        | -               | -               | -               | -                  | -                  | -                  | TMG         | 5           | 0           | 31     | 1      |
| 1976                    | Atlético Mineiro        | M1/MG+A                 | 28+19      | 6+2        | -               | -               | -               | -                  | -                  | -                  | TMG         | ?           | ?           | 47+    | 8+     |
| 1977                    | Atlético Mineiro        | M1/MG+A                 | 14+18      | 0          | -               | -               | -               | -                  | -                  | -                  | TMG         | ?           | ?           | 32+    | 0+     |
| 1978                    | Atlético Mineiro        | M1/MG+A                 | 22+0       | 0          | -               | -               | -               | CL                 | 4                  | 0                  | CCB         | 3           | 0           | 29     | 0      |
| 1979                    | Atlético Mineiro        | M1/MG+A                 | 26+8       | 3+1        | -               | -               | -               | -                  | -                  | -                  | -           | -           | -           | 34     | 4      |
| 1980                    | Atlético Mineiro        | M1/MG+A                 | 19+19      | 6+4        | -               | -               | -               | -                  | -                  | -                  | -           | -           | -           | 38     | 10     |
| 1981                    | Atlético Mineiro        | M1/MG+A                 | 14+9       | 4+3        | -               | -               | -               | CL                 | 7                  | 0                  | -           | -           | -           | 30     | 7      |
| 1982                    | Atlético Mineiro        | M1/MG+A                 | 19+3       | 4+0        | -               | -               | -               | -                  | -                  | -                  | -           | -           | -           | 22     | 4      |
| 1983                    | Atlético Mineiro        | A                       | 11         | 2          | -               | -               | -               | -                  | -                  | -                  | -           | -           | -           | 11     | 2      |
| 1983-1984               | Roma                    | A                       | 30         | 6          | CI              | 11              | 6               | CC                 | 9                  | 2                  | -           | -           | -           | 50     | 14     |
| 1984-1985               | Roma                    | A                       | 22         | 3          | CI              | 3               | 1               | CdC                | 5                  | 1                  | -           | -           | -           | 30     | 5      |
| 1985-1986               | Roma                    | A                       | 18         | 4          | CI              | 6               | 2               | -                  | -                  | -                  | -           | -           | -           | 24     | 6      |
| Totale Roma             | Totale Roma             | Totale Roma             | 70         | 13         |                 | 20              | 9               |                    | 14                 | 3                  |             | -           | -           | 104    | 25     |
| 1986-1987               | Sampdoria               | A                       | 28+1       | 3+0        | CI              | 0               | 0               | -                  | -                  | -                  | -           | -           | -           | 29     | 3      |
| 1987-1988               | Sampdoria               | A                       | 28         | 3          | CI              | 13              | 3               | -                  | -                  | -                  | -           | -           | -           | 41     | 6      |
| 1988-1989               | Sampdoria               | A                       | 29         | 2          | CI              | 14              | 3               | CdC                | 9                  | 2                  | SI          | 0           | 0           | 52     | 7      |
| 1989-1990               | Sampdoria               | A                       | 21         | 2          | CI              | 4               | 0               | CdC                | 3                  | 1                  | SI          | 1           | 0           | 29     | 3      |
| 1990-1991               | Sampdoria               | A                       | 12         | 3          | CI              | 4               | 0               | CdC                | 5                  | 0                  | SU          | 0           | 0           | 21     | 3      |
| 1991-1992               | Sampdoria               | A                       | 27         | 1          | CI              | 6               | 1               | CC                 | 10                 | 1                  | SI          | 1           | 0           | 44     | 3      |
| Totale Sampdoria        | Totale Sampdoria        | Totale Sampdoria        | 145+1      | 14         |                 | 41              | 7               |                    | 27                 | 4                  |             | 2           | 0           | 216    | 25     |
| 1992                    | San Paolo               | A1/SP+A                 | 13+0       | 3+0        | -               | -               | -               | CL                 | -                  | -                  | SS+CInt     | 4+1         | 0           | 18     | 3      |
| 1993                    | San Paolo               | A1/SP+A                 | 11+13      | 0+1        | CB              | 0               | 0               | CL+SL              | 1+7                | 0+1                | SS+RSA+CInt | 2+1+1       | 0+0+1       | 36     | 3      |
| 1994                    | Cruzeiro                | M1/MG+A                 | 4+10       | 2+3        | -               | -               | -               | CL+SL              | 4+4                | 0                  | -           | -           | -           | 22     | 5      |
| 1995                    | San Paolo               | A1/SP+A                 | 0+8        | 0          | CB              | 0               | 0               | SL                 | 3                  | 0                  | -           | -           | -           | 11     | 0      |
| Totale San Paolo        | Totale San Paolo        | Totale San Paolo        | 24+21      | 3+1        |                 | 0               | 0               |                    | 11                 | 1                  |             | 9           | 1           | 65     | 6      |
| 1996                    | Atlético Mineiro        | M1/MG                   | 9          | 2          | -               | -               | -               | -                  | -                  | -                  | -           | -           | -           | 9      | 2      |
| Totale Atlético Mineiro | Totale Atlético Mineiro | Totale Atlético Mineiro | 183+107    | 26+12      |                 | -               | -               |                    | 11                 | 0                  |             | 8+          | 0+          | 309+   | 38+    |
| Totale Carriera         | Totale Carriera         | Totale Carriera         | 596        | 77         |                 | 61              | 16              |                    | 71                 | 8                  |             | 19+         | 1+          | 747+   | 102+   |

### Cronologia presenze e reti in nazionale
| Cronologia completa delle presenze e delle reti in nazionale ― Brasile | Cronologia completa delle presenze e delle reti in nazionale ― Brasile | Cronologia completa delle presenze e delle reti in nazionale ― Brasile | Cronologia completa delle presenze e delle reti in nazionale ― Brasile | Cronologia completa delle presenze e delle reti in nazionale ― Brasile | Cronologia completa delle presenze e delle reti in nazionale ― Brasile | Cronologia completa delle presenze e delle reti in nazionale ― Brasile | Cronologia completa delle presenze e delle reti in nazionale ― Brasile |
| Data                                                                   | Città                                                                  | In casa                                                                | Risultato                                                              | Ospiti                                                                 | Competizione                                                           | Reti                                                                   | Note                                                                   |
| ---------------------------------------------------------------------- | ---------------------------------------------------------------------- | ---------------------------------------------------------------------- | ---------------------------------------------------------------------- | ---------------------------------------------------------------------- | ---------------------------------------------------------------------- | ---------------------------------------------------------------------- | ---------------------------------------------------------------------- |
| 9-3-1977                                                               | Rio de Janeiro                                                         | Brasile                                                                | 6 – 0                                                                  | Colombia                                                               | Qual. Mondiali 1978                                                    | -                                                                      |                                                                        |
| 13-3-1977                                                              | Asunción                                                               | Paraguay                                                               | 0 – 1                                                                  | Brasile                                                                | Qual. Mondiali 1978                                                    | -                                                                      |                                                                        |
| 20-3-1977                                                              | Rio de Janeiro                                                         | Brasile                                                                | 1 – 1                                                                  | Paraguay                                                               | Qual. Mondiali 1978                                                    | -                                                                      | 62’                                                                    |
| 8-6-1977                                                               | Rio de Janeiro                                                         | Brasile                                                                | 0 – 0                                                                  | Inghilterra                                                            | Amichevole                                                             | -                                                                      |                                                                        |
| 12-6-1977                                                              | Rio de Janeiro                                                         | Brasile                                                                | 1 – 1                                                                  | Germania Est                                                           | Amichevole                                                             | -                                                                      |                                                                        |
| 19-6-1977                                                              | San Paolo                                                              | Brasile                                                                | 3 – 1                                                                  | Polonia                                                                | Amichevole                                                             | -                                                                      |                                                                        |
| 23-6-1977                                                              | Rio de Janeiro                                                         | Brasile                                                                | 2 – 0                                                                  | Scozia                                                                 | Amichevole                                                             | 1                                                                      |                                                                        |
| 26-6-1977                                                              | Belo Horizonte                                                         | Brasile                                                                | 0 – 0                                                                  | Jugoslavia                                                             | Amichevole                                                             | -                                                                      |                                                                        |
| 30-6-1977                                                              | Rio de Janeiro                                                         | Brasile                                                                | 2 – 2                                                                  | Francia                                                                | Amichevole                                                             | -                                                                      |                                                                        |
| 10-7-1977                                                              | Cali                                                                   | Brasile                                                                | 1 – 0                                                                  | Perù                                                                   | Qual. Mondiali 1978                                                    | -                                                                      |                                                                        |
| 14-7-1977                                                              | Cali                                                                   | Brasile                                                                | 8 – 0                                                                  | Bolivia                                                                | Qual. Mondiali 1978                                                    | 1                                                                      |                                                                        |
| 1-4-1978                                                               | Parigi                                                                 | Francia                                                                | 1 – 0                                                                  | Brasile                                                                | Amichevole                                                             | -                                                                      |                                                                        |
| 5-4-1978                                                               | Amburgo                                                                | Germania Est                                                           | 1 – 0                                                                  | Brasile                                                                | Amichevole                                                             | -                                                                      |                                                                        |
| 19-4-1978                                                              | Londra                                                                 | Inghilterra                                                            | 1 – 1                                                                  | Brasile                                                                | Amichevole                                                             | -                                                                      | Ammonizione                                                            |
| 1-5-1978                                                               | Rio de Janeiro                                                         | Brasile                                                                | 3 – 0                                                                  | Perù                                                                   | Amichevole                                                             | -                                                                      |                                                                        |
| 17-5-1978                                                              | Rio de Janeiro                                                         | Brasile                                                                | 2 – 0                                                                  | Cecoslovacchia                                                         | Amichevole                                                             | -                                                                      |                                                                        |
| 3-6-1978                                                               | Mar del Plata                                                          | Brasile                                                                | 1 – 1                                                                  | Svezia                                                                 | Mondiali 1978 - 1º turno                                               | -                                                                      | 80’                                                                    |
| 7-6-1978                                                               | Mar del Plata                                                          | Spagna                                                                 | 0 – 0                                                                  | Brasile                                                                | Mondiali 1978 - 1º turno                                               | -                                                                      |                                                                        |
| 11-6-1978                                                              | Mar del Plata                                                          | Brasile                                                                | 1 – 0                                                                  | Austria                                                                | Mondiali 1978 - 1º turno                                               | -                                                                      | 71’                                                                    |
| 14-6-1978                                                              | Mendoza                                                                | Brasile                                                                | 3 – 0                                                                  | Perù                                                                   | Mondiali 1978 - 2º turno                                               | -                                                                      | 76’                                                                    |
| 21-6-1978                                                              | Mendoza                                                                | Brasile                                                                | 3 – 1                                                                  | Polonia                                                                | Mondiali 1978 - 2º turno                                               | -                                                                      | 53’ 77’                                                                |
| 24-6-1978                                                              | Buenos Aires                                                           | Brasile                                                                | 2 – 1                                                                  | Italia                                                                 | Mondiali 1978 - Finale 3º posto                                        | -                                                                      | 64’                                                                    |
| 17-5-1979                                                              | Rio de Janeiro                                                         | Brasile                                                                | 6 – 0                                                                  | Paraguay                                                               | Amichevole                                                             | -                                                                      | Ingresso                                                               |
| 31-5-1979                                                              | Rio de Janeiro                                                         | Brasile                                                                | 5 – 1                                                                  | Uruguay                                                                | Amichevole                                                             | -                                                                      | Uscita                                                                 |
| 8-6-1980                                                               | Rio de Janeiro                                                         | Brasile                                                                | 2 – 0                                                                  | Messico                                                                | Amichevole                                                             | -                                                                      |                                                                        |
| 15-6-1980                                                              | Rio de Janeiro                                                         | Brasile                                                                | 1 – 2                                                                  | Unione Sovietica                                                       | Amichevole                                                             | -                                                                      |                                                                        |
| 24-6-1980                                                              | Belo Horizonte                                                         | Brasile                                                                | 2 – 1                                                                  | Cile                                                                   | Amichevole                                                             | 1                                                                      |                                                                        |
| 25-9-1980                                                              | Asunción                                                               | Paraguay                                                               | 1 – 2                                                                  | Brasile                                                                | Amichevole                                                             | -                                                                      |                                                                        |
| 30-10-1980                                                             | Goiânia                                                                | Brasile                                                                | 6 – 0                                                                  | Paraguay                                                               | Amichevole                                                             | -                                                                      |                                                                        |
| 21-12-1980                                                             | Cuiabá                                                                 | Brasile                                                                | 2 – 0                                                                  | Svizzera                                                               | Amichevole                                                             | -                                                                      |                                                                        |
| 4-1-1981                                                               | Montevideo                                                             | Argentina                                                              | 1 – 1                                                                  | Brasile                                                                | Mundialito                                                             | -                                                                      |                                                                        |
| 7-1-1981                                                               | Montevideo                                                             | Germania Ovest                                                         | 1 – 4                                                                  | Brasile                                                                | Mundialito                                                             | 1                                                                      |                                                                        |
| 10-1-1981                                                              | Montevideo                                                             | Uruguay                                                                | 2 – 1                                                                  | Brasile                                                                | Mundialito                                                             | -                                                                      |                                                                        |
| 1-2-1981                                                               | Bogotà                                                                 | Colombia                                                               | 1 – 1                                                                  | Brasile                                                                | Amichevole                                                             | -                                                                      |                                                                        |
| 8-2-1981                                                               | Caracas                                                                | Venezuela                                                              | 0 – 1                                                                  | Brasile                                                                | Qual. Mondiali 1982                                                    | -                                                                      |                                                                        |
| 14-2-1981                                                              | Quito                                                                  | Ecuador                                                                | 0 – 6                                                                  | Brasile                                                                | Amichevole                                                             | -                                                                      | Uscita                                                                 |
| 22-2-1981                                                              | La Paz                                                                 | Bolivia                                                                | 1 – 2                                                                  | Brasile                                                                | Qual. Mondiali 1982                                                    | -                                                                      | 63’                                                                    |
| 12-5-1981                                                              | Londra                                                                 | Inghilterra                                                            | 0 – 1                                                                  | Brasile                                                                | Amichevole                                                             | -                                                                      |                                                                        |
| 15-5-1981                                                              | Parigi                                                                 | Francia                                                                | 1 – 3                                                                  | Brasile                                                                | Amichevole                                                             | -                                                                      |                                                                        |
| 19-5-1981                                                              | Stoccarda                                                              | Germania Est                                                           | 1 – 2                                                                  | Brasile                                                                | Amichevole                                                             | 1                                                                      |                                                                        |
| 8-7-1981                                                               | Salvador                                                               | Brasile                                                                | 1 – 0                                                                  | Spagna                                                                 | Amichevole                                                             | -                                                                      |                                                                        |
| 26-8-1981                                                              | Santiago del Cile                                                      | Cile                                                                   | 0 – 0                                                                  | Brasile                                                                | Amichevole                                                             | -                                                                      |                                                                        |
| 28-10-1981                                                             | Porto Alegre                                                           | Brasile                                                                | 3 – 0                                                                  | Bulgaria                                                               | Amichevole                                                             | -                                                                      | Uscita                                                                 |
| 26-1-1982                                                              | Natal                                                                  | Brasile                                                                | 3 – 1                                                                  | Germania Est                                                           | Amichevole                                                             | -                                                                      |                                                                        |
| 3-3-1982                                                               | San Paolo                                                              | Brasile                                                                | 1 – 1                                                                  | Cecoslovacchia                                                         | Amichevole                                                             | -                                                                      | 18’                                                                    |
| 5-5-1982                                                               | São Luís                                                               | Brasile                                                                | 3 – 1                                                                  | Portogallo                                                             | Amichevole                                                             | -                                                                      | 80’                                                                    |
| 19-5-1982                                                              | Recife                                                                 | Brasile                                                                | 1 – 1                                                                  | Svizzera                                                               | Amichevole                                                             | -                                                                      | 63’                                                                    |
| 27-5-1982                                                              | Uberlândia                                                             | Brasile                                                                | 7 – 0                                                                  | Irlanda                                                                | Amichevole                                                             | -                                                                      | 60’                                                                    |
| 18-6-1982                                                              | Siviglia                                                               | Brasile                                                                | 4 – 1                                                                  | Scozia                                                                 | Mondiali 1982 - 1º turno                                               | -                                                                      |                                                                        |
| 23-6-1982                                                              | Siviglia                                                               | Brasile                                                                | 4 – 0                                                                  | Nuova Zelanda                                                          | Mondiali 1982 - 1º turno                                               | -                                                                      |                                                                        |
| 2-7-1982                                                               | Barcellona                                                             | Argentina                                                              | 1 – 3                                                                  | Brasile                                                                | Mondiali 1982 - 2º turno                                               | -                                                                      |                                                                        |
| 5-7-1982                                                               | Barcellona                                                             | Italia                                                                 | 3 – 2                                                                  | Brasile                                                                | Mondiali 1982 - 2º turno                                               | -                                                                      |                                                                        |
| 2-6-1985                                                               | Santa Cruz de la Sierra                                                | Bolivia                                                                | 0 – 2                                                                  | Brasile                                                                | Qual. Mondiali 1986                                                    | -                                                                      |                                                                        |
| 8-6-1985                                                               | Porto Alegre                                                           | Brasile                                                                | 3 – 1                                                                  | Cile                                                                   | Amichevole                                                             | -                                                                      |                                                                        |
| 16-6-1985                                                              | Asunción                                                               | Paraguay                                                               | 0 – 2                                                                  | Brasile                                                                | Qual. Mondiali 1986                                                    | -                                                                      |                                                                        |
| 23-6-1985                                                              | Rio de Janeiro                                                         | Brasile                                                                | 1 – 1                                                                  | Paraguay                                                               | Qual. Mondiali 1986                                                    | -                                                                      |                                                                        |
| 30-6-1985                                                              | San Paolo                                                              | Brasile                                                                | 1 – 1                                                                  | Bolivia                                                                | Qual. Mondiali 1986                                                    | -                                                                      |                                                                        |
| Totale                                                                 |                                                                        | Presenze                                                               | 57                                                                     |                                                                        | Reti                                                                   | 5                                                                      |                                                                        |

## Palmarès

### Giocatore

#### Club

##### Competizioni statali
- Campionato Amazonense: 1

Nacional: 1974
- Campionato Mineiro: 7

Atlético Mineiro: 1976, 1978, 1979, 1980, 1981, 1982, 1983
- Campionato paulista: 1

San Paolo: 1992

##### Competizioni nazionali
- Coppa Italia: 4

Roma: 1983-1984, 1985-1986
Sampdoria: 1987-1988, 1988-1989
- Campionato italiano: 1

Sampdoria: 1990-1991
- Supercoppa italiana: 1

Sampdoria: 1991

##### Competizioni internazionali
- Coppa delle Coppe: 1

Sampdoria: 1989-1990
- Coppa Intercontinentale: 2

San Paolo: 1992, 1993
- Coppa Libertadores: 1

San Paolo: 1993
- Supercoppa Sudamericana: 1

San Paolo: 1993
- Recopa Sudamericana: 1

San Paolo: 1993

#### Individuale
- Bola de Ouro: 2

1977, 1980
- Bola de Prata: 3

1976, 1977, 1980
- Miglior giocatore della Coppa Intercontinentale: 1

1993
- Inserito nella Hall of fame della Roma

2016

### Allenatore

#### Competizioni nazionali
- Coppa Yamazaki Nabisco: 2

Kashima Antlers: 2000, 2002
- Coppa dell'Imperatore: 1

Kashima Antlers: 2000
- Campionato giapponese: 2

Kashima Antlers: 2000, 2001
- Campionato emiratino: 1

Al-Shabab: 2008

#### Competizioni internazionali
- Coppa Suruga Bank: 1

Kashima Antlers: 2013